# Роззява (фільм)
«Роззява» (фр. Le Corniaud) — французько-італійський кінофільм режисера Жерара Урі 1965 року. В головних ролях Луї де Фюнес та Андре Бурвіль.

## Сюжет
Антуан Марешаль, звичайний паризький комівояжер, збирається у відпустку на своєму старенькому Citroën 2CV, але на першому ж перехресті його стареньку «качку» ледь штовхає лімузин Bentley мафіозного бізнесмена Леопольда Сарояна і стара трухлява французька малолітражка на очах господаря розсипається на шматки. Замість зіпсованої відпустки на Сітроєні Сароян пропонує Антуану Марешалю проїхатися з Неаполю до Бордо — перегнати новий розкішний білий купе-кабріолет Cadillac de Ville з порту Неаполя до Франції, та ще й дає на це велику суму на кишенькові витрати.
У машині прихована контрабанда мафії Сарояна — бампери з чистого золота зафарбовані під нікельовану сталь, велика партія героїну (в крилах), дорогоцінне каміння в акумуляторі та розшукуваний поліцією величезний діамант «Юкункум» вартістю 100 мільйонів франків. І щоб з усім цим добром в дорозі нічого непередбаченого не трапилося, Сароян разом з спільниками таємно переслідує Марешаля на Ягуарі S. За ними слідкує конкуруюча банда гангстерів на родстері Aston Martin.
Наївний Марешаль нічого не знає і на своєму шляху зустрічає неймовірні пригоди.

## Цікаве
- У фільмі крім розкішного американського та потужних англійських авто, на передньому плані з'являються інші досить скромні автомобілі європейських марок. Особливо контрастує автомобільний ринок Італії з дуже та той час масовими та дешевими маленькими Fiat 500
- Фільм продовжує тему розкішних американських авто у Франції, раніш започатковану фільмом «Прекрасна американка» (La Belle Américaine, 1961) з кабріолетом Oldsmobile 1959 року випуску в головній ролі. В цьому фільмі теж знявся Луї де Фюнес.